# 打洛口岸
打洛口岸（だらく-こうがん）は中華人民共和国雲南省シーサンパンナ・タイ族自治州勐海県とミャンマーシャン州の間に位置する出入国検査場。

## 雲南省内における他の国境施設
- モーハン口岸（雲南省・シーサンパンナ・タイ族自治州・勐臘県）
- 瑞麗口岸（雲南省・徳宏タイ族チンポー族自治州・瑞麗市）
- 天保口岸（雲南省・文山チワン族ミャオ族自治州・麻栗坡県）